# Maciej Majchrzak
Maciej Tomasz Majchrzak, pseud. „tj(foj)”, „Magilla Majcher” (ur. 18 listopada 1971 w Warszawie) – polski producent muzyczny, multiinstrumentalista, wokalista, kompozytor, autor tekstów i DJ. Członek Akademii Fonograficznej ZPAV.

## Życiorys

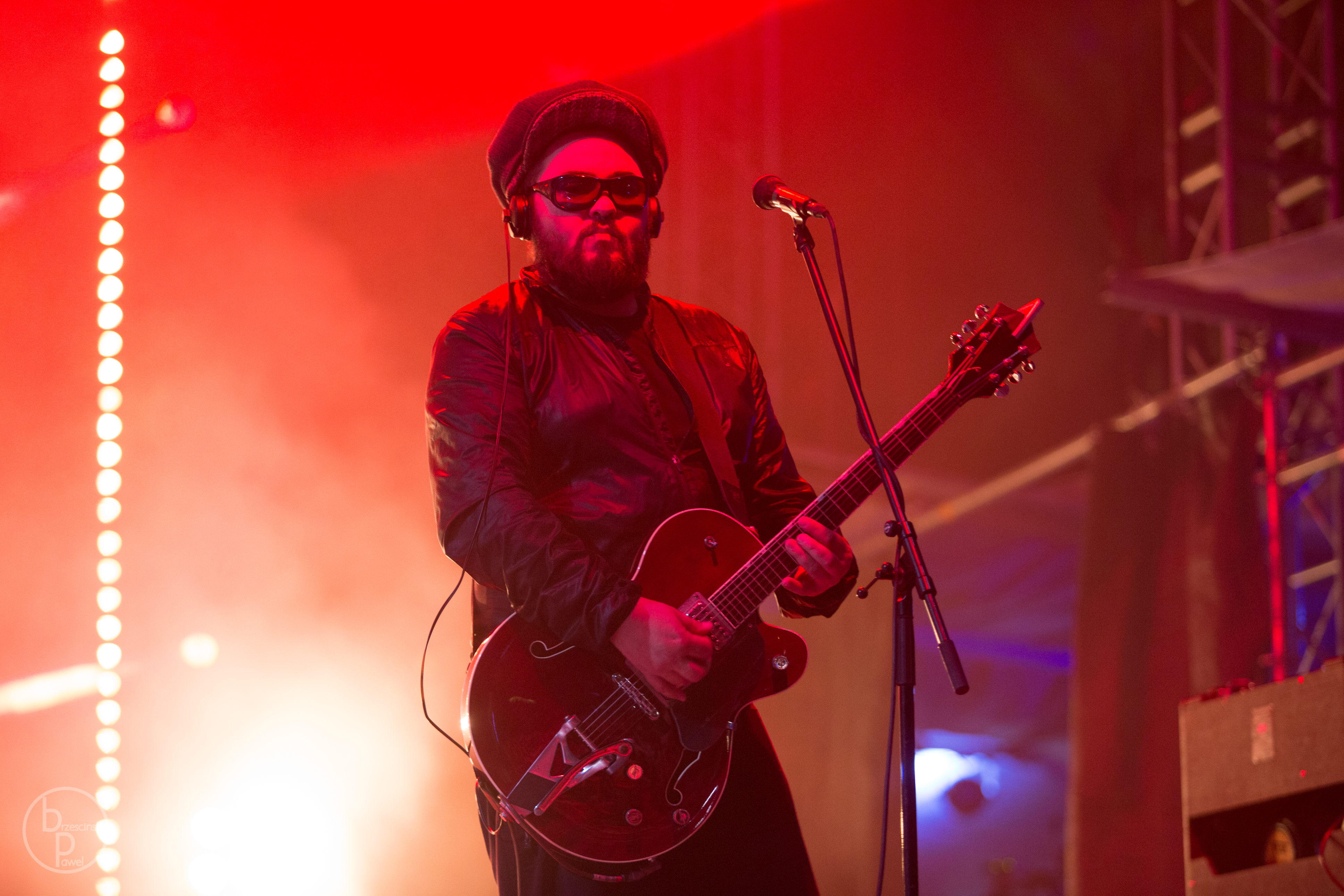
Maciej Majchrzak podczas koncertu

W latach 1993–2017 gitarzysta zespołu T.Love, z którym nagrał 8 studyjnych albumów. Pierwszym wspólnie nagranym krążkiem był Prymityw. Autor muzyki do takich utworów zespołu jak "Chłopaki nie płaczą", "Nie, nie, nie", "1996" i "Blada". Producent nominowanej do Fryderyka płyty T.Love z 2016 roku oraz nagrodzonej tą nagrodą Old Is Gold z 2012 roku.
Realizator nagrań związany od 2000 roku z Tarchostudiem w Warszawie, którego jest współwłaścicielem. W 1992 roku wraz z Sidneyem Polakiem założył grupę Incrowd. W latach 1996–2008 członek Paul Pavique Movement, zespołu założonego w 1992 roku przez Pawła Dunina-Wąsowicza (wokal, gitara elektryczna, syntezator) oraz Muńka Staszczyka (perkusja). Z tym zespołem nagrał płytę, która nie została jednak nigdzie wydana. Od 2004 roku jeden z trzech wokalistów w zespole Babylon Raus.